# Lophocampa carrye
Lophocampa carrye är en fjärilsart som beskrevs av Rothschild 1910. Lophocampa carrye ingår i släktet Lophocampa och familjen björnspinnare. Inga underarter finns listade i Catalogue of Life.